# بيردى مان
دارين فورمان ولد في 14 مايو، 1982 في المملكة المتحدة وهو معروف بمواهبه الرائعة في البيت بوكسنج.

## روابط خارجية
- بيردى مان على موقع IMDb (الإنجليزية)
- بيردى مان على موقع ميوزك برينز (الإنجليزية)
- بيردى مان على موقع ديسكوغز (الإنجليزية)
- بيردى مان على موقع قاعدة بيانات الفيلم (الإنجليزية)